# Edward Frankland
Edward Frankland (Catterall, 18 de enero de 1825-Golaa Gudbrandsdal (Noruega), 9 de agosto de 1899) fue un químico inglés. Fue uno de los creadores de la química organometálica e introdujo el concepto de combinación de potencia o valencia. Experto en calidad y análisis del agua, fue miembro de la segunda comisión real sobre la contaminación de los ríos y estudió la calidad del agua de Londres durante décadas. También estudió las llamas luminosas y los efectos de la presión atmosférica sobre el gas denso encendido, y fue uno de los descubridores del helio.

## Biografía
Edward Frankland nació en Catterall, Lancashire y fue bautizado en Churchtown, Lancashire el 20 de febrero de 1825. Como muestra su partida de bautismo, su nacimiento fue ilegítimo. Su padre natural era Edward Chaddock Gorst, padre de John Eldon Gorst. Su madre, Margaret «Peggy» Frankland, se casó más tarde con William Helm, un ebanista de Lancaster. "Su ilegitimidad ensombreció toda su vida, ya que se comprometió a guardar silencio sobre la identidad de su padre natural, aunque se pagó una suculenta pensión a su madre".
De los 3 a los 8 años Edward vivió y se educó en Manchester, Churchtown, Salford y Claughton. En 1833, la familia se trasladó a Lancaster y asistió a la escuela privada de James Wallasey, donde se interesó por primera vez por la química, en particular, leyendo la obra de Joseph Priestley prestada de la Biblioteca del Instituto de Mecánica.
A los 12 años, Edward se trasladó a la Lancaster Free Grammar School (más tarde Lancaster Royal Grammar School), que también había educado a los científicos William Whewell y Sir Richard Owen. Según el propio Frankland, su interés por la química se vio favorecido por un caso celebrado en el tribunal del Castillo de Lancaster, que se encontraba junto a la Free Grammar School (entonces situada en Castle Hill, Lancaster). Se trataba de una acción interpuesta por la Corporación de Liverpool contra el Sr. Muspratt por cometer una molestia al permitir que el gas ácido muriático (HCl) se escapara de sus trabajos químicos en Liverpool. "Ya estaba muy interesado en la química, mi padrastro me permitió ausentarme de la escuela para asistir al juicio". Frankland deseaba ser médico, pero el coste de la formación era "prohibitivo". Así que la única entrada para él era "la puerta trasera de una droguería".
En 1840, Edward fue contratado por su padrastro, William Helm como un aprendiz a Stephen Ross, un farmacéutico de Lancaster. y sus tareas incluían «trabajo de mortero y mano de mortero», machacando y mezclando grandes cantidades de productos químicos para crear preparados medicinales como ungüentoss.
Durante la última parte de su aprendizaje de seis años, Frankland también asistió al Instituto de Mecánica de Lancaster (que más tarde se convertiría en The Storey, asistiendo a clases en un improvisado laboratorio casero puesto a disposición de los aprendices locales y otros jóvenes por un médico local, James Johnson.  Otros en aquel círculo juvenil eran el escritor científico Robert Galloway (también aprendiz de Ross) y el anatomista William Turner. Con el apoyo y el estímulo de Johnson, Frankland consiguió, en 1845, una plaza en el laboratorio de Westminster de  Lyon Playfair, 1er barón Playfair. Durante su estancia, Frankland asistió al curso de conferencias de Playfair; al final del mismo aprobó el examen, el único escrito al que se presentó.
En el verano de 1847, Frankland visitó Alemania y allí conoció a algunos de los contactos químicos de Playfair, entre ellos Robert Bunsen. En agosto de 1847, Frankland aceptó un puesto como director de ciencias en un internado (Queenwood College) en Hampshire, pero al verano siguiente optó por volver a Alemania para ser estudiante a tiempo completo en la Universidad de Marburgo. Robert Bunsen era entonces un influyente profesor en Marburgo, y la reputación de Bunsen fue uno de los principales atractivos para Frankland. Al año siguiente, Frankland aceptó una invitación para trasladarse al laboratorio de Justus von Liebig en la Giessen. A estas alturas, Frankland ya tenía su propia agenda de investigación y había publicado algunas investigaciones originales en química 
En enero de 1850, Lyon Playfair reveló su intención de renunciar a su cátedra en el Putney College for Civil Engineers de Londres y disponer que Frankland se convirtiera en su sucesor. De ahí que Frankland interrumpiera bruscamente sus estudios en Alemania y regresara para ocupar el antiguo puesto de Playfair en Inglaterra. Un año más tarde, Frankland se convirtió en profesor de química en una escuela de reciente creación conocida actualmente como Universidad de Manchester. En 1857, se convirtió en profesor de química en el St Bartholomew's Hospital de Londres y, en 1863, en profesor de química en la Royal Institution de Londres. Durante dos décadas Frankland también ejerció la docencia en la Royal School of Mines de Londres; y enseñó brevemente (de 1859 a 1861) en el Royal India Military College de Addiscombe, Surrey.
Edward Frankland fue elegido Miembro de la Royal Society en 1853. Fue galardonado con la Medalla Real de la Sociedad en 1857 y con su Medalla Copley en 1894 y también fue miembro del X Club. Fue nombrado Caballero Comandante de la Orden del Baño en 1897.
Edward Frankland se comprometió con Sophie Fick, hermana del fisiólogo Adolf Eugen Fick, de Kassel, en octubre de 1849. Se habían conocido en el viaje de Frankland de 1847.Se casaron el 27 de febrero de 1851 en St Martin-in-the-Fields. Tras la muerte de Sophie por tuberculosis en 1874, en 1875 Edward Frankland se casó con Ellen Frances Grenside. Murió en Golaa, un pueblo del Valle de Gudbrand,mientras estaba de vacaciones en Noruega. Su cuerpo fue devuelto a Gran Bretaña y fue enterrado cerca de su casa en Reigate, Surrey.
Su hijo Percy Frankland también fue un destacado químico y miembro de la Royal Society.
Los documentos de Frankland se conservan en la Biblioteca John Rylands de Mánchester.

## Obra científica
Desde muy joven, Frankland se dedicó a la investigación original con gran éxito. Los problemas analíticos, como el aislamiento de ciertos radicales orgánicos, atrajeron su atención al principio, pero pronto se dedicó a las síntesis químicas. Se cree que Robert Bunsen dirigió a sus alumnos, Edward Frankland y Hermann Kolbe, a la investigación del cacodilo, lo que llevó a Frankland al descubrimiento de los compuestos organometálicos. Tras su regreso a Inglaterra Frankland logró la síntesis de dietilzinc y dimetilzinc mediante la reacción de yoduro de etilo y yoduro de metilo con zinc metálico.
Las deducciones teóricas que Frankland extrajo de la consideración de estos cuerpos fueron aún más interesantes e importantes que los propios cuerpos. Percibiendo una isonomía molecular entre ellos y los compuestos inorgánicos de los metales a partir de los cuales pueden formarse, Frankland vio su verdadero tipo molecular en los compuestos de oxígeno, azufre o cloro de esos metales, de los que sostuvo que derivaban por la sustitución de un grupo orgánico por el oxígeno, azufre, etc. De este modo le permitieron derribar la teoría de los compuestos conjugados, y además le llevaron en 1852 a publicar la concepción de que los átomos de cada sustancia elemental tienen una capacidad de saturación definida, de modo que sólo pueden combinarse con un cierto número limitado de átomos de otros elementos. La teoría de la valencia así fundada ha dominado el desarrollo posterior de la doctrina química, y constituye la base sobre la que se asienta el tejido de la química estructural moderna. La publicación de 1852 de Edward Frankland sobre su descubrimiento de la teoría de la valencia fue galardonada con el Premio Citation for Chemical Breakthrough de la División de Historia de la Química de la American Chemical Society en 2015.
En Química aplicada el gran trabajo de Frankland estuvo relacionado con el abastecimiento de agua. Nombrado miembro de la segunda comisión real sobre la contaminación de los ríos en 1868, el gobierno le proporcionó un laboratorio completamente equipado, en el que, durante un período de seis años, llevó a cabo las investigaciones necesarias para los fines de ese organismo, y fue así el medio de sacar a la luz una enorme cantidad de información valiosa con respecto a la contaminación de los ríos por aguas residuales, desechos comerciales, etc., y la purificación del agua para uso doméstico. En 1865, cuando sucedió a August Wilhelm von Hofmann en la Escuela de Minas, se encargó de elaborar informes mensuales para el registrador general sobre las características del agua suministrada a Londres, y continuó haciéndolo hasta el final de su vida. En una época criticó duramente su calidad, pero en años posteriores se convenció firmemente de su excelencia general y salubridad.
Los análisis de Frankland eran tanto químicos como bacteriológicos, y su insatisfacción con los procedimientos en boga para los primeros en el momento de su nombramiento le llevó a dedicar dos años a idear métodos nuevos y más precisos. En 1859 Frankland pasó una noche en la cima del Mont Blanc en compañía de John Tyndall. Uno de los propósitos de la expedición era descubrir si la velocidad de combustión de una vela varía con la densidad de la atmósfera en la que se quema, cuestión a la que se respondió negativamente. Otras observaciones realizadas por Frankland en aquella época constituyeron el punto de partida de una serie de experimentos que arrojaron resultados de gran alcance. Observó que en la cima la vela daba una luz muy pobre, y por ello se vio inducido a investigar el efecto que produce en las llamas luminosas la variación de la presión de la atmósfera en la que arden. Comprobó que la presión aumenta la luminosidad, de modo que el hidrógeno, por ejemplo, cuya llama no da luz en circunstancias normales, arde con una llama luminosa bajo una presión de diez o veinte atmósferas, y la deducción que extrajo fue que la presencia de partículas sólidas no es el único factor que determina el poder luminoso de una llama. Además, demostró que el espectro de un gas denso encendido se parece al de un líquido o sólido incandescente, y trazó un cambio gradual en el espectro de un gas incandescente al aumentar la presión, las líneas nítidas observables cuando está extremadamente atenuado se ensanchan en bandas nebulosas a medida que aumenta la presión, hasta que se fusionan en el espectro continuo cuando el gas se acerca a una densidad comparable a la del estado líquido. La aplicación de estos resultados a la física solar, en colaboración con Sir Norman Lockyer, llevó a la conclusión de que al menos las capas externas del Sol no pueden estar formadas por materia líquida o sólida, sino por gases o vapores.
Frankland y Lockyer fueron también los descubridores del helio, junto con Pierre Jules César Janssen. En 1868, observaron, en el espectro solar, una línea amarilla brillante que no correspondía a ninguna sustancia entonces conocida. Fue esta línea la que atribuyeron al entonces hipotético elemento helio. Fue la primera vez que se descubrió un elemento en un mundo extraterrestre antes de encontrarlo en la Tierra.

## Premios y honores
- Miembro de la Royal Society, 1853.[8]
- Medalla Real, 1857, por Investigaciones sobre el aislamiento de los radicales de los compuestos orgánicos.[10]
- Medalla Copley, 1894.[10]
- Caballero Comendador de la Orden del Baño, 1897.[10]
- Placa azul, de la Real Sociedad de Química, en Quay Street, Manchester.[23]
- National Chemical Landmark Placa azul de la Real Sociedad de Química, en Lancaster Royal Grammar School, 2015.[24]
- Mención para el Premio al Avance Químico de la División de Historia de la Química de la Sociedad Química Americana, por la publicación de Frankland de 1852 sobre el descubrimiento de la teoría de la valencia, concedido a la Universidad de Manchester, 2015.[20][21][22]

- Placa azul de English Heritage, en 14 Lancaster Gate, Bayswater, Londres en junio de 2019.[25]